# Deloit
Deloit és una població dels Estats Units a l'estat d'Iowa. Segons el cens del 2000 tenia 288 habitants.

## Demografia
Segons el cens del 2000, Deloit tenia 288 habitants, 114 habitatges, i 76 famílies. La densitat de població era de 264,8 habitants per km².
Dels 114 habitatges en un 30,7% hi vivien nens de menys de 18 anys, en un 50% hi vivien parelles casades, en un 10,5% dones solteres, i en un 33,3% no eren unitats familiars. En el 24,6% dels habitatges hi vivien persones soles el 10,5% de les quals corresponia a persones de 65 anys o més que vivien soles. El nombre mitjà de persones vivint en cada habitatge era de 2,53 i el nombre mitjà de persones que vivien en cada família era de 2,95.
Per edats la població es repartia de la següent manera: un 27,8% tenia menys de 18 anys, un 6,3% entre 18 i 24, un 25% entre 25 i 44, un 27,8% de 45 a 60 i un 13,2% 65 anys o més.
L'edat mediana era de 38 anys. Per cada 100 dones de 18 o més anys hi havia 94,4 homes.
La renda mediana per habitatge era de 36.250 $ i la renda mediana per família de 40.568 $. Els homes tenien una renda mediana de 26.875 $ mentre que les dones 15.000 $. La renda per capita de la població era de 14.446 $. Entorn del 3,4% de les famílies i el 6% de la població estaven per davall del llindar de pobresa.

## Poblacions més properes
El següent diagrama mostra les poblacions més properes.